# Dan Petersen
Dan Sigvald Petersen (* 6. Mai 1972 in Odense) ist ein ehemaliger dänischer Fußballspieler.
Der technisch versierte Spieler galt Anfang der 1990er Jahre als eines der größten dänischen Fußballtalente, schaffte aber aufgrund seiner Verletzungsanfälligkeit nur kurzzeitig den Durchbruch im Profigeschäft. 2002 musste er seine Karriere im Alter von 30 Jahren aufgrund chronischer Kniebeschwerden beenden.
Mit Ajax Amsterdam gewann er den niederländischen Meistertitel, wurde Pokal- und UEFA-Cup-Sieger. Mit dem AS Monaco wurde er französischer Fußballmeister.

## Vereinskarriere
Petersen begann seine Karriere in der Jugend seines Heimatvereins Odense BK, wo er zu einem der größten Talente des Vereins heranreifte. Nach nur einem Halbjahr als Profispieler wurde er im Doppelpack mit seinem bereits etablierten Teamkollegen Johnny Hansen von Trainer Leo Beenhakker zu Ajax Amsterdam geholt.

### Ajax Amsterdam
Bei Ajax kam er in Folge im Gegensatz zu Hansen bei Beenhakker, wie auch unter dessen Nachfolger Louis van Gaal trotz großer Konkurrenz in Form von John van ’t Schip und Marc Overmars, vorwiegend als rechter Außenstürmer im traditionellen 4-3-3 System zu beträchtlichen Einsatzzeiten und gab einige Talentproben ab. Seine bevorzugte Position als zentraler Offensivspieler war fest an Dennis Bergkamp oder Aron Winter vergeben, an dem es für ihn kein vorbeikommen gab. Während seiner drei Jahre bei Ajax blieb er jedoch in keiner Spielzeit verletzungsfrei, wodurch er sich niemals über längere Zeit einen Stammplatz erkämpfen konnte. Nach dem Abgang von Bergkamp plante Van Gaal mit Petersen als dessen Nachfolger im offensiven Zentrum, dieser verlor jedoch abermals seinen Stammplatz aufgrund einer Verletzung an das damalige Talent Jari Litmanen. In Folge blieb ihm lediglich die Ersatzbank, da Van Gaal trotz des Wechsels von Overmars auf die linke Außenbahn, rechts auf den Neuverpflichteten Nigerianer Finidi George setzte. Petersen kam dadurch lediglich drei Mal über die gesamte Spielzeit zum Einsatz und musste sich, wenn fit, überwiegend mit der Joker-Rolle begnügen. Nach der Spielzeit 1993/94 war Van Gaal daraufhin bereit das verletzungsanfällige Talent abzugeben, woraufhin ihn Arsène Wenger nach Frankreich zum AS Monaco holte.

### AS Monaco
Aufgrund seiner technischen Fähigkeiten und variablen Einsetzbarkeit, verkörperte Petersen für Wenger den optimalen Ersatz für den zuvor abgegebenen Routinier Jérôme Gnako. In Folge erhielt er einen Stammplatz auf seiner bevorzugten Position im zentralen Mittelfeld oder als rechter Außenstürmer und absolvierte im Offensivverbund mit Youri Djorkaeff, Sonny Anderson, Victor Ikpeba, Mickaël Madar und Enzo Scifo eine starke Debütsaison. Monaco hatte die zweitbeste Offensive hinter Meister FC Nantes, Petersen avancierte mit zehn Saisontoren zum drittbesten Torschützen seines Vereins.
In der Folgesaison holte ihn abermals seine Verletzungsanfälligkeit ein. Während der Auswärtsniederlage gegen Racing Straßburg am 24. November 1995 zog er sich eine schwere Knieverletzung zu und fiel bis zur Schlussphase der Spielzeit aus. Zur Spielzeit 1996/97 startete er wieder als Stammspieler in die Meisterschaft, ehe er sich abermals im November, diesmal im Auswärtsspiel gegen Olympique Marseille, schwer verletzte und bis zum Ende der Saison rekonvaleszent blieb. Nachdem er daraufhin seinen zweiten nationalen Meistertitel nach 1994 mit Ajax feiern konnte, verlängerte Monaco seinen Vertrag aufgrund seiner unsicheren körperlichen Verfassung nicht. In Folge wechselte er gemeinsam mit Scifo nach Belgien zum RSC Anderlecht.

### RSC Anderlecht
In Anderlecht erhoffte man sich ein schlagkräftiges Offensivtriangel bestehend aus dem Niederländer Gaston Taument und Petersen außen und Scifo als zentraler Spielmacher, was jedoch niemals zu Stande kam. Petersen präsentierte sich über die gesamte Spielzeit in einer schlechten körperlichen Verfassung und konnte nicht mehr an seine alte Klasse anknüpfen, Taument war dauerverletzt und kam lediglich zu sieben Saisonspielen. Anderlecht beendete die Saison auf dem enttäuschenden vierten Tabellenrang und versuchte daraufhin Petersen, der sich zusätzlich abermals zum Saisonende verletzt hatte wieder abzugeben. In der Sommerübertrittszeit scheiterte daraufhin ein bereits als fix vermeldeter Wechsel zum englischen Zweitligisten Sheffield United an einem nicht bestandenen Fitnesstest, wodurch er gezwungenermaßen bei Anderlecht bleiben musste. Dort hatte Trainer Arie Haan keine Verwendung mehr für ihn, woraufhin er die gesamte Spielzeit seinen Vertrag ohne weiteren Einsatz aussitzen musste.

### Karriereende
Aufgrund seines guten Rufs in Frankreich, erhielt er danach noch einmal einen Vertrag beim Erstligisten SC Bastia. In Folge absolvierte er trotz permanenter Schmerzen seine erst zweite verletzungsfreie Spielzeit, ohne jedoch zu glänzen. 2000/01 fiel er die gesamte Spielzeit aus und versuchte im letzten Spiel der Saison bei der 1:3-Auswärtsniederlage gegen Lens noch einmal ein Comeback, als er in Spielminute 59 eingewechselt wurde. 2000/01 kam er noch in neun Spielen für die B-Mannschaft von Bastia zum Einsatz, in denen er vier Tore erzielen konnte, ehe er endgültig aufgrund chronischer Schmerzen seine Spielerkarriere im Alter von 30 Jahren beendete.

## Erfolge
- 1× Niederländischer Fußballmeister: 1994
- 1× Französischer Fußballmeister: 1997
- 1× Niederländischer Pokalsieger: 1993
- 1× UEFA-Cup-Sieger: 1992
- 2× Niederländischer Supercup: 1993, 1994